# Santibáñez el Alto (kommun)
Santibáñez el Alto är en kommun i Spanien.   Den ligger i provinsen Provincia de Cáceres och regionen Extremadura, i den centrala delen av landet, 240 km väster om huvudstaden Madrid. Antalet invånare är 405.